# (1071) Brita
(1071) Brita ist ein Asteroid des Hauptgürtels, der am 3. März 1924 vom russischen Astronomen Wladimir Alexandrowitsch Albizki am Krim-Observatorium in Simejis entdeckt wurde. Die Herkunft des Namens ist nicht bekannt.